# Howard Martin Temin
Howard Martin Temin (Philadelphia, Pennsylvania, 10. prosinca 1934. - Madison, Wisconsin, 9. veljače 1994.), američki genetičar. 
Zajedno s Renato Dulbeccom i David Baltimoreom otkrio je enzim reverzna transkriptaza 1970ih, za što su 1975.g. sva trojica dobili Nobelovu nagradu za fiziologiju ili medicinu.

## Nobelova nagrada
Nobelovu nagradu dobio je za objašnjavanje kako onkogeni virusi (virusi koji mogu izazvati tumor) djeluju na genetički materijal stanice pomoću enzima reverzna transkriptaza. To je poremetilo tadašnje vjerovanje u "središnju dogmu" molekularne biologije koju je postavio Francis Crick, jedan od ljudi koji je otkrio strukturu DNK (zajedno s James Watsonom i Rosalind Franklin).
Crick je vjerovao da se prijenos genetičkih podataka odvija isključivo od DNK, na RNK, pa na proteine. Temin je pokazao kako određeni onkogeni virusi imaju sposobnost preokretanja protoka genetičkih podataka, s RNK natrag na DNK, uz pomoć reverzne transkrpitaze. Tu mogućnost je istovremeno i neovisno otkrio i David Baltimore.
Otkriće reverzne transkrpitaze jedno je od najvažnijih suvremene medicine, zato što je upravo taj enzim središnji enzim mnogih ljudski bolesti kao što su npr. AIDS i Hepatitis B. 
Također je i reverzna transkriptaza koristi važan sastavni dio mnogih dijagnostički postupaka u medicini (npr. RT-PCR).

## Vanjske poveznice
- Nobelova nagrada - životopis  Arhivirana inačica izvorne stranice od 20. srpnja 2006. (Wayback Machine) (engl.)